# Stieneichhofen
Stieneichhofen ist eine Hofschaft in Halver im Märkischen Kreis im Regierungsbezirk Arnsberg in Nordrhein-Westfalen (Deutschland).

## Lage und Beschreibung
Stieneichhofen liegt westlich des Halveraner Hauptortes auf 358 über Normalnull westlich des Tals der Ennepe. Der Ort ist über Nebenstraßen erreichbar, die von der Bundesstraße 229 abzweigen und die anderen Orte im Tal der Ennepe anbinden. Nachbarorte sind Nordeln, Eichhofermühle, Schüreichhofen, Diekerhof, Hakenberg und Grafweg. 

## Geschichte
Stieneichhofen wurde erstmals nach 800 urkundlich erwähnt, die Entstehungszeit der Siedlung wird aber für den Zeitraum zwischen 600 und 700 während der zweiten sächsischen Landnahme vermutet. Somit gehört Stieneichhofen zu den ältesten Siedlungen in Halver.
Stieneichhofen war ab dem 11. Jahrhundert ein Gräftenhof, ein durch einen Wassergraben befestigter Herrenhof. Der Hof wurde aber nicht von Adeligen bewohnt, sondern war ein Oberhof des hochadeligen Stifts St. Gereon.
1818 lebten sechs Einwohner im Ort. Laut der Ortschafts- und Entfernungs-Tabelle des Regierungs-Bezirks Arnsberg wurde Stieneichhofen unter dem Namen Stieneneichhofen als Hof kategorisiert und besaß 1838 eine Einwohnerzahl von zwölf, allesamt evangelischen Glaubens. Der Ort war zu dieser Zeit Titularort der Eickhöfer Bauerschaft innerhalb der Bürgermeisterei Halver an und besaß zwei Wohnhäuser und vier landwirtschaftliche Gebäude.
Das Gemeindelexikon für die Provinz Westfalen von 1887 gibt eine Zahl von 15 Einwohnern an, die in einem Wohnhaus lebten.
Spätestens seit dem Frühmittelalter (nach anderen Angaben seit vorgeschichtlicher Zeit) verlief an Steineichhofen eine wichtige Altstraße von Wipperfürth nach Breckerfeld vorbei. Nördlich vom Ort befindet sich auf dem Bollberg ein Ringwall, der nach Ausgrabungen (Keramikfunde aus dem 9. Jahrhundert) und neueren Forschungen als fränkische Ausbau- und Fliehburg zur Sicherung dieser Altstraße gedeutet wird. Stieneichhofen diente als Wohn- und Verwaltungssitz dieser Burg.